# 大衆金融公庫
大衆金融公庫（たいしゅうきんゆうこうこ）とは、大衆金融公庫法（1954年立法第40号）に基づく琉球政府の公庫である。住民を対象にした生業資金の融資を行うために設立された政策金融機関で、資本金は全額琉球政府が出資した。当初は小口の資金融資のみであったが、1964年には中小企業向けの融資制度を設けたりするなど、業務内容を拡大してきた。1972年5月15日の日本復帰に伴い、沖縄振興開発金融公庫に引き継がれた。

## 沿革
- 1954年9月10日　大衆金融公庫法（1954年立法第40号）公布。
- 1955年1月6日　大衆金融公庫設立。
- 1959年11月16日　運搬船建造資金貸付業務を受託。
- 1960年8月31日　純益金を琉球政府に納入。
- 1964年9月30日　中小企業に対する貸付と災害貸付を新設
- 1967年12月18日　近代化資金貸付を新設。
- 1968年11月29日　住宅建設資金貸付業務受託。
- 1968年12月29日　電気・ガス貸付を新設。
- 1969年9月19日　恩給貸付、記名国債貸付を新設。
- 1969年12月6日　復帰対策委員会を設置。
- 1971年3月20日　設備近代化資金貸付業務受託。

## 貸付業務一覧

### 本来業務
- 第一種貸付（生業資金貸付）
- 第二種貸付（中小企業貸付）
- 近代化資金貸付
- 電気・ガス貸付
- 恩給貸付
- 記名国債貸付
- 災害貸付

### 琉球政府からの受託業務
- 個人住宅貸付
- 運搬船建造資金貸付
- 設備近代化資金貸付

## 歴代総裁
- 初代　宮里勝（1954年11月29日 - 1958年7月7日）
- 2代　平良辰雄(1958年7月7日 - 1963年11月29日）
- 3代　崎間敏勝（1963年11月30日 - 1967年7月12日）
- 4代　小波蔵政光（1967年7月12日 - 1968年5月23日）
- 5代　山川宗英（1968年5月31日 - 1969年11月29日）
- 6代　伊地秩雄（1969年12月1日 - 1972年5月14日）